# 张庄镇 (中牟县)
张庄镇，是中华人民共和国河南省郑州市中牟县下辖的一个乡镇级行政单位。根据国家统计局网站数据，2018年时已归郑州航空港经济综合实验区管辖。

## 行政区划
张庄镇下辖以下地区：
前霍村、宋庄村、吕坡村、湛庄村、大马村、小马村、小河刘村、大河刘村、大寨村、马庄村、老营村、凌庄村、纸坊村、生金李村、翟庄村和张庄村。